# 流螢 (崩壞：星穹鐵道)
流螢是米哈遊開發的電子遊戲《崩壞：星穹鐵道》中的虛構角色，她是遊戲中虛構組織「星核獵手」的成員，化名為薩姆，常以機甲形態出現。「薩姆」之名最初在遊戲1.0版本（2023年）中提及，而流螢形象則於遊戲2.0版本（2024年）亮相。在遊戲劇情中，流螢在以夢境聞名的虛構星球匹諾康尼中體驗了三次死亡，與主角在生死與夢境交錯的冒險中結下深厚情誼。
在角色設定中，流螢來自覆滅的虛構跨星球國家格拉默共和國，是其量產的基因改造戰士。失去故國的她飽受名為「失熵症」的慢性病的困擾。在加入虛構組織星核獵手之後，她踏上了尋找生命意義的旅途。流螢的日語和英語配音員皆因與角色相似的慢性病經歷而倍感共鳴，為表現流螢的人格魅力做出努力。
流螢「機甲美少女」的人物設定和「鄰家女孩」的服飾風格都獲得評論員的正面評價。評論員表揚了流螢的劇情塑造，認為在情感烘托上極具戲劇性，且給人以情感的寄託，在人物的成長弧光中傳達了對「死亡」和「命運」的深刻理解。

## 創作及設計
流螢的角色繪像於2023年底遊戲1.6版本前瞻節目中首次公開，非玩家角色的形象在遊戲2.0版本（2024年2月6日）的主線任務「喧嘩與騷動」中正式亮相。米哈遊於2024年4月23日釋出了流螢的角色立繪；於6月中旬釋出角色故事預告片《此刻，在同一片星空下》、動畫短片《格拉默的餘燼》、角色玩法預告片《殼中螢火》。流螢於遊戲2.3版本（2024年6月21日）成為玩家角色。米哈遊為流螢推出了專屬武器「夢應歸於何處」。在遊戲外，米哈遊在6月初於東京電車JR車站內刊登了以流螢為主題的實體廣告；米哈遊還在遊戲外發起了「超距通信」活動，玩家連續三天都可與流螢通話，每天內容均不相同，且有互動環節。在游戏3.4版本（2025年7月2日），流萤的新时装正式上线。
在遊戲劇情揭曉流螢作為「星核獵手」薩姆的真實身份前，薩姆就已被玩家熟知。薩姆在遊戲1.0版本（2023年4月26日）資料庫文本中就有提及；遊戲1.1版本活動「獵星遊戲」中薩姆亦被銀狼提及。在角色設定中，薩姆（Sam）是流螢操控的戰略強襲裝甲（Strategic Assault Mech）的英文縮寫，而流螢則是為戰鬥而生的基因改造戰士。在格拉默覆滅之後，身陷囹圄的她飽受名為「失熵症」的基因疾患的苦痛，獨自探尋活著的意義。
流螢的日語配音為楠木燈，英語配音為安娜勒莎·費希爾。她們二人都如流螢般有著慢性病：楠木燈確診了關節型埃勒斯-當洛二氏症候群，費希爾罹患幼年特發性關節炎。楠木燈在訪談節目中稱她對流螢感同身受，嚮往流螢惹人喜愛、內心堅韌、具有強大的使命感的人格魅力。在配音時，她選擇用比較虛弱的音色來演繹，但也加入了天真爛漫的性格特點；首次錄製就花費了較久的時間，之後也不斷修改和打磨。費希爾直播時稱，她因病而行走困難、經常住院，感覺「自己被按下了暫停鍵，而其他人都在前行」，試音時她與流螢的故事產生共鳴，配完劇情片段後潸然淚下，最終試鏡成功。流螢的華語配音為宋媛媛，韓語配音為柳惠知。薩姆的日語配音為笠間淳，英語配音為阿丁·拉德，華語配音為淦子齊，韓語配音為張設華。

## 作品中表現

### 角色故事
流螢是虛構跨星球國家格拉默共和國創造的改造人，為共和國用於對抗蟲群的作戰兵器。流螢接受了基因改造，身體會慢慢消解，被稱為「失熵症」。後來共和國與蟲群同歸於盡，流螢成為唯一倖存者，在悲痛之中覺醒了機甲的強化狀態，踏上了找尋自己生命意義的旅途。流螢加入星核獵手後，化名「薩姆」並主要以機甲形象活動。
流螢聽從星核獵手上級安排，偷渡到以夢境聞名的星球匹諾康尼，引導主角探索此星球的真相。為避人耳目，她以少女形態在夢境中展開行動，卻被治安官發覺是偷渡犯。此時主角路過，流螢向其求助，在對方幫助下得以解圍。流螢自稱為本地人，以報答主角恩情為由，擔任主角的一日導遊，帶主角遊覽城中知名景點。兩人在導賞期間偶遇主角的老朋友桑博，對方尾隨了兩人一段時間，在流螢察覺之際現身。桑博向兩人推薦了一個遊樂景點，遊玩過後，桑博暗地裡提醒主角流螢並非本地人。在之後的導賞中，流螢坦白自己確有隱瞞，邀主角去她在夢境世界的秘密基地說明一切。在秘密基地，流螢表示自己是偷渡客並患有「失熵症」，但並未向其挑明身份。兩人返回現實，桑博再度現身並撕下偽裝，原來之前遇到的桑博，都是另一股勢力假面愚者的成員花火所假扮。花火將兩人傳送到奇特的夢境，兩人在無盡循環的房間中遭遇不同怪物，最後在黑天鵝的掩護下脫身。回到現實後，黑天鵝感應到流螢已再次進入夢境，且正在被怪物追逐，眾人前往夢境中尋找流螢。之後，流螢與主角再次相聚，卻遭怪物埋伏與襲擊，受重傷後在主角懷中消逝，令主角悲痛不已。
主角醒來後捲入了各種事件，一時半刻在現實中也找不到流螢。直到某次戰鬥中，主角昏迷，流螢以機甲形態的出手相救。她向主角表示在上次夢境的死亡經歷，讓她抵達了被掩藏的深層夢境，還掌握了進入其中的方式。流螢帶著主角進入深層夢境，並與星穹列車的夥伴們（主角團）重逢。在深層夢境中，主角團得知整個匹諾康尼的夢境即將出現危機。為了解決危機，流螢與主角團共同覲見匹諾康尼的當權者星期日。星期日表示自己已叛變家族所信奉的「同諧」命途，轉而投奔「秩序」命途，要把匹諾康尼變成無始無終的美夢，與主角團在理念上決裂。雙方展開決戰，以主角團的失敗告結，眾人一同被捲入「秩序」的美夢。流螢從美夢中驚醒後，通過自殺回到現實之中，向其他醒來的人揭露「秩序」殘黨情報，眾人最終挫敗星期日，美夢結束。在遊輪上的慶功宴中，花火突然宣稱船上裝有炸彈，眾人協力拆彈。流螢找到了真正的炸彈，操縱機甲將炸彈送往高空。炸彈實為花火安排的煙花，流螢與主角在煙花中牽手飛翔，與主角留下了浪漫且珍貴的回憶。

### 角色玩法
流螢是5星毀滅命途的火屬性角色。在地圖探索時，流螢的秘技可以使其變身為薩姆形態，跳躍至空中自由移動，並可以下落攻擊一定範圍內的敵人。在戰鬥中，流螢全程以薩姆形態進行戰鬥。流螢的終結技可以讓薩姆進入強化狀態，大幅提高攻擊能力。

## 反響及評價

### 角色設計
在角色外觀設計上，遊戲日報評論員杨明指出，流螢雖然套用了機戰動畫中長盛不衰的人設「機甲美少女」，但在此基礎上又有自己的創新。杨明把流螢與電子遊戲《十三机兵防卫圈》中的冬坂五百里相提並論，認為流螢的角色服裝設計與其類似，都為校園風的設計，服飾設計引導玩家往「白月光」的方向聯想。流螢的服飾設計沒有使用機戰動畫中常見的強調性別特徵的緊身衣，而是採用了突出少女嬌柔的學院風連衣裙，服飾的整體色調偏白，領巾、髮箍都凸顯角色清純的一面。遊民星空評論員关芳表示流螢的造型設計相比其他角色顯得有些樸素。這樣樸素的「鄰家女孩」初印象，使得角色更加平易近人，拉近了與玩家的距離。而其後機甲身份揭曉的反轉，更是讓角色極具反差。對於機甲薩姆的設計，关芳稱讚其帥氣十足、所向披靡。
對於角色預告片的設計，关芳表示，《崩壞：星穹鐵道》常常把角色資訊隱藏於宣傳物料中，讓玩家主動挖掘其中的細節，結合遊戲中的暗示來補全角色的形象碎片。玩家與角色互動的過程中，製作組得以不斷加深玩家對角色的印象，讓玩家對角色產生更深層次的共情，使得後續流螢「死亡」、身份反轉等劇情節點得以給玩家帶來更為強烈的衝擊。在角色玩法預告片《殼中螢火》的最後，鏡頭回到了流星點點的天台上，臉上貼着的流螢對著玩家微笑，與玩家在主線劇情中的第一次見面相呼應，表現出流螢在匹諾康尼的故事有著「干淨利落的句號」。

### 劇情塑造
在劇情脈絡上，雅虎新聞評論員顧茵稱匹諾康尼主線劇情的情感跌宕像是雲霄飛車般。最初主角短暫接觸到流螢，與其一起遊樂於美妙的夢境之間，在流星劃過的晴空下合影；但接下來的故事急轉直下，主角再次遇到流螢時便是驚人的殺人現場，流螢在主角懷中香消玉殞。顧茵表示故事的敘事場景也引人入勝，當再次回到與流螢合影的秘密基地仰觀夜空繁星，又聽到遊戲角色知更鳥演唱的使一顆心免於哀傷，她不由得潸然淚下。後來，薩姆揭曉真實身份為流螢，更是極具戲劇性。遊民星空評論員关芳表示，玩家與流螢在主線劇情中的首次接觸就像是甜蜜的「約會」。流螢帶着玩家遊遍匹諾康尼的大街小巷，期間無不體現出對玩家的關心，遊戲通過這段劇情讓玩家初步與流螢建立起情感的紐帶。這樣精緻的角色塑造，有助於勾勒出更深層次的人物弧光。
在情節設計上，遊民星空評論員关芳稱讚流螢是二次元遊戲「角色塑造的未來」。她表示，流螢在劇情中捨身拆彈以拯救遊輪，帶著炸彈離開，臨行前說「我們塑造了命運」，令她同時看到了堅韌感和破碎感兩種令人憧憬又相互交織的特質。关芳表示，《崩壞：星穹鐵道》製作組「以平易近人的态度来让玩家慢慢走进人物内心，由浅入深地慢慢展露出角色内核与价值深度，并由此让玩家逐渐窥探到流萤身上的那些独特气质」。流螢名字中隱藏着飛蛾撲火的隱喻，而角色的塑造也圍繞着悲劇性展開。在主線劇情開頭，流螢便坦言自己患有「失熵症」；隨著劇情的推進，「死亡」和「命運」便在與流螢相關的劇情中反覆出現、層層纏繞。這些悲劇進一步呼應了匹諾康尼的主線氛圍，即美夢歡愉的背後是重重劫難。在主線劇情的後段，經歷種種的流螢選擇了直面自己的命運，向死而生，卻也因為接近了最本真的自我，從而擺脫了命運的束縛。星核獵手為流螢設定的「三次死亡」正像是三次自我實現，每一次都將她從一種虛幻中剝離開來，更加接近她最本真的生命。在劇情的最後，她終於以流螢而不是薩姆的身份與玩家互動、一起面對危機，在盛大的煙火中，為匹諾康尼的故事畫上完美的句點。遊戲日報評論員杨明則認為流螢的劇情既沒有開創性的新意，也不如其他主線劇情般宏大敘事。從第一次被怪物在夢中刺死，是被動地感受痛苦，到第二次主動為計劃獻身、掙脫夢境向他人傳遞情報，再到在花火的引導下擺脫「兵器」的身份認同，迎來作為流螢新生的第三次死亡。「三次死亡」聚焦於流螢本身，刻畫了一位少女的成長弧線。劇情的轉折恰到好處地呼應了新的感情基調，流螢與主角的十指相扣成為了玩家情感的宣洩爆發口，苦盡甘來地畫上匹諾康尼的圓滿句號。

### 角色玩法
在角色玩法上，4Gamers、遊戲日報、Kotaku、Eurogamer都稱讚流螢作為攻擊主力，戰力紮實，也具有一定的生存能力，可以自我恢復生命值；還可以給敵人植入弱點屬性。4Gamers評論員許可認為流螢容易獲得且容易培養，是「充滿官方釋出善意」的角色。遊戲日報評論員杨明表示，流螢使用秘技後能夠在天空中快速移動，減輕了玩家負擔，貫徹了製作組讓遊戲「輕量化」的策略。Kotaku評論員則從隊伍搭配的角度，表示流螢只需要與免費獲得的角色（主角）擔任隊友，就可以發揮出相當的戰力。

### 文化影響
流螢在主線劇情中的「死亡」引發玩家的熱烈討論。一些玩家甚至在米哈遊於臺南舉辦的官方活動扭蛋機前擺放出流螢的靈位，包括黑白相框、三炷香、金紙和貢品等，表達對流螢逝去的追思。在確認流螢存活後，玩家開始期待流螢成為可玩角色，還自發繪製二次創作圖畫、或者向繪師約稿，以表達對流螢的喜愛。流螢作為可玩角色亮相後，嗶哩嗶哩平臺上產生了大量與流螢相關的MMD、手書、自制動畫等二次創作作品，還在pixiv登上搜尋榜。有玩家甚至在漫展展示了自製的薩姆機甲。
流螢作為可玩角色推出的遊戲2.3版本更新當日，《崩壞：星穹鐵道》即登上了App Store中國區暢銷榜第一，上升37位；還登上了日本、韓國區暢銷榜榜首。角色預告片《殼中螢火》釋出3天內在嗶哩嗶哩突破了500萬次播放。角色動畫短片《格拉默的余烬》上線10天，在嗶哩嗶哩上播放量達800萬次，在YouTube平台獲得了近200萬次播放、15萬次按讚，官方Twitter推文則獲得了6000次轉發。遊戲日報指出，各大社交平臺在流螢上線後的人氣投票、二次創作評比，流螢都能位居前三，這表現出流螢的角色塑造俘獲了玩家的芳心。

#### 聯動
米哈遊與Good Smile Company聯動推出了流螢的標準比例手辦；與萬代Spirits聯動推出了機甲薩姆的可動模型。米哈遊還與安利美特合作，在日本各Animate Cafe門店推出印製了流螢和薩姆角色圖案的聯動拿鐵以及糖霜餅，還推出了印有流螢和薩姆角色圖案的付費特典壓克力杯墊。

## 外部連結
- YouTube上的《崩坏：星穹铁道》流萤角色PV——「壳中萤火」